# راکیچا کوچه
راکیچا کوچه (به لاتین: Rakića Kuće) یک منطقهٔ مسکونی در مونته‌نگرو است که در شهرداری توزی واقع شده‌است. راکیچا کوچه ۲۷۹ نفر جمعیت دارد.